# Megalurothrips sjostedti
Megalurothrips sjostedti är en insektsart som först beskrevs av Filip Trybom 1910.  Megalurothrips sjostedti ingår i släktet Megalurothrips och familjen smaltripsar. Inga underarter finns listade i Catalogue of Life.